# Maryam Durani
Maryam Durani est une militante et une défenseuse afghane pour les droits des femmes. Elle a également créé et gère seule Radio Mirman à Kandahar. En 2012, elle est désignée par le magazine Time, comme étant l'une des cent personnes les plus influentes dans le monde. Elle reçoit, également en 2012, pour son action et malgré plusieurs agressions et un attentat suicide, de la part du département d'État des États-Unis, le prix international de la femme de courage.

## Source
- (en) Cet article est partiellement ou en totalité issu de l’article de Wikipédia en anglais intitulé « Maryam Durani » (voir la liste des auteurs).